# Морган-Хилл (Калифорния)
Морган-Хилл (англ. Morgan Hill) — город в округе Санта-Клара в штате Калифорния в Соединённых Штатах Америки.
Согласно данным переписи населения США 2020 года число жителей города 
составляло 45 483 человек, что, для такого небольшого населённого пункта, существенно больше (+ 20,1%), чем было во время предыдущей переписи проводившейся в 2010 году (37 882 человек).

## История
Ещё за 6 тысяч лет до прибытия испанских колонистов эти земли были заселены коренным народом тамьен.
Первыми европейцами прибывшими в эти места стали в 1772 году члены экспедиции под руководством Педро Фагеса и отца Хуана Фиоля Креспи, которые разбили лагерь в районе холма Морган вдоль ручья Льягас-Крик. Место их лагеря впоследствии стало местом стоянки испанских солдат на пути из Новой Испании в Верхнюю Калифорнию. С основанием миссии Санта-Клара-де-Асис в 1777 году эти земли были переданы Римско-католической церкви.
После обретения Мексикой независимости от Испании земли были перераспределены среди мексиканских граждан по всей Калифорнии.
В 1869 году здесь была основана винодельня Malaguerra, старейшая сохранившаяся в долине Санта-Клара, которая ныне занесена в Национальный реестр исторических мест США.
В 1899 году в городе была открыта железнодорожная станция.
10 ноября 1906 года поселение было инкорпорировано и включено в реестр штата Калифорния, благодаря чему некорпоративное сообщество Морган-Хилл официально получило статус города.
В 1959 году Морган Хилл присоединил к себе тауншип Мадроне, который стал самым северным районом города.
Через Морган-Хилл проходит ежегодная шоссейная многодневная велогонка Тур Калифорнии.

## География
Морган-Хилл находится примерно в 24 милях (39 км) к югу от центра города Сан-Хосе, в 13 милях (21 км) к северу от Гилроя и в 15 милях (24 км) вглубь от побережья Тихого океана. Расположенный примерно в 4-мильной (6 км) южной части долины Санта-Клара, он ограничен горами Санта-Круз на западе и хребтом Диабло на востоке. Высота около 350 футов (107 метров) над уровнем моря.
По данным Бюро переписи населения США, город занимает площадь в 12,9 квадратных мили (33 км2) и вся эта территория приходится на сушу. Хотя в черте города нет естественных озер или прудов, на соседних холмах есть несколько водохранилищ, которые находятся в ведении Управления водных ресурсов долины Санта-Клара, а развлекательные мероприятия, такие как катание на лодках и т. д., находятся в ведении Департамента парков и отдыха округа Санта-Клара.
Морган-Хилл расположен в сейсмически активной области залива Сан-Франциско. Значительные землетрясения в регионе, как правило, связаны с движениями земной коры вдоль четко определенных активных зон разломов. Ближайшие известные активные разломы — Сан-Андреас, примерно в 12 милях (19 км) к юго-западу, и Калаверас, примерно в 0,99 мили (1,6 км) к северо-востоку. Оба разлома в прошлом вызывали сильные землетрясения и, по оценкам, имели максимально возможные магнитуды по шкале Рихтера 8,3 и 7,3 балла соответственно. Землетрясение в Морган-Хилл в 1984 году имело магнитуду 6,2 балла.

## Климат
Согласно данным представленным Национальной метеорологической службой США, благодаря смягчающему влиянию Тихого океана в Морган-Хилл мягкий средиземноморский климат. 
Температура колеблется от среднего максимума в середине лета 90,2 °F (32,3 °C) до среднего минимума в середине зимы 33,6 °F (0,9 °C). Среднегодовое количество осадков составляет 18,9 дюймов (480 мм), а летние месяцы обычно сухие. Снегопады редки; было зарегистрировано только два случая снега. 
Летние месяцы приносят прибрежные туманы, в то время как зимние месяцы имеют много солнечных и частично облачных дней с частыми перерывами между ливнями. Местный рельеф не способствует торнадо, сильным ураганам и грозам. Местный климат поддерживает биомы чапараля и лугов, с насаждениями дуба на бо́льших высотах.